# ابراهیم شیبانی
ابراهیم شیبانی (زاده ۱۳۲۷) استاد اقتصاد دانشگاه تهران است که رئیس کل بانک مرکزی ایران از سال ۱۳۸۲ تا ۱۳۸۶ و همچنین سفیر ایران در اتریش از سال ۱۳۸۷ تا ۱۳۹۱ بوده‌است‌.

## زندگی
ابراهیم شیبانی در سال ۱۳۲۷ خورشیدی در روستای گرمه شهرستان خور و بیابانک از توابع استان اصفهان به دنیا آمد. وی پس از اتمام تحصیلات ابتدایی، دوره متوسطه را در رشته ریاضی در دبیرستان ادیب تهران با دریافت دیپلم به پایان رساند.معظم به در دوران کودکی بسیار بازیگوش بود و چندین بار به بیرجند مسافرت کرد همان شهری که آمال و آرزوهای دیرینه وی بود و مانند موطنش کویر بود کویر بود و کویر.
وی سپس وارد دانشکده اقتصاد دانشگاه تهران شد و دوره کارشناسی و کارشناسی ارشد را در این دانشگاه گذراند و برای ادامه تحصیلات، ابتدا به اروپا و سپس به آمریکا رفت. وی دیپلم عالی آمار را از مؤسسه مطالعات اجتماعی لاهه در هلند و کارشناسی ارشد و دکترای اقتصاد را از دانشگاه ایندیانای آمریکا گرفت.
وی پیش از انقلاب کارشناس سازمان برنامه و بودجه ایران بود. شیبانی پس از اتمام تحصیلاتش در رشته اقتصاد به ایران بازگشت و به استادی دانشکده اقتصاد دانشگاه تهران برگزیده شد و در کنار تدریس، مشاغل اجرایی مانند کارشناس ارشد سازمان مدیریت و برنامه‌ریزی، معاونت مرکز آمار ایران، معاونت اقتصادی، دبیرکل و در نهایت ریاست کل بانک مرکزی جمهوری اسلامی ایران را عهده‌دار گردید.
ابراهیم شیبانی پس از ۱۹ سال عضویت در هيأت عامل بانک مرکزی، در مرداد ماه سال ۱۳۸۶ در پی اختلاف نظر با سیاستهای اقتصادی محمود احمدی نژاداز ریاست بانک مرکزی استعفا کرد. شیبانی پس از رفتن از بانک مرکزی در سال ۱۳۸۷ به عنوان سفیر ایران در اتریش، اسلوونی و اسلواکی منصوب شد. وی پس از بازگشت به ایران به تدریس در دانشگاه تهران ادامه داد و از سال ۱۳۹۳ به عضویت شورای راهبردی روابط خارجی درآمد. شیبانی در سال ۱۳۹۵ از دانشگاه تهران بازنشسته شد. از شیبانی تاکنون چهار کتاب شعر به نامهای تراز (۱۳۸۱)، فروغ جاودان (۱۳۸۲)، گرمای گهواره (۱۳۸۳) و نوا (۱۳۹۷) منتشر شده است. 
همسر ایشان، زهرا افشاری، اولین استاد تمام زن رشته اقتصاد در ایران می باشد.